# Derek Johnson
Derek James Neville Johnson (ur. 5 stycznia 1933 w Chigwell, zm. 30 sierpnia 2004) – brytyjski lekkoatleta (średniodystansowiec i sprinter),  dwukrotny medalista olimpijski z 1956.
Zwyciężył w biegu na 880 jardów i w sztafecie 4 × 440 jardów na Igrzyskach Imperium Brytyjskiego i Wspólnoty Brytyjskiej w 1954 w Vancouver (w sztafecie biegli również Alan Dick, Peter Higgins i Peter Fryer). Zajął 4. miejsce w finale biegu na 800 metrów na mistrzostwach Europy w 1954 w Bernie, a sztafeta 4 × 400 metrów w składzie: Higgins, Dick, Fryer i Johnson została zdyskwalifikowana w finale.
Zdobył srebrny medal na igrzyskach olimpijskich w 1956 w Melbourne w biegu na 800 metrów (za Amerykaninem Tomem Courtneyem, a przed Norwegiem Audunem Boysenem), a także brązowy medal w sztafecie 4 × 400 metrów (biegła w składzie: John Salisbury, Michael Wheeler, Higgins i Johnson).
Johnson zdobył srebrny medal w sztafecie 4 × 440 jardów na Igrzyskach Imperium Brytyjskiego i Wspólnoty Brytyjskiej w 1958 w Cardiff (wraz z nim biegli John Wrighton, Salisbury i Ted Sampson). Na mistrzostwach Europy w 1958 w Sztokholmie zajął 7. miejsce w biegu na 800 metrów.
Johnson był mistrzem Wielkiej Brytanii (AAA) w biegu na 880 jardów w 1955. Trzykrotnie ustanawiał rekordy Wielkiej Brytanii w biegu na 800 metrów (do wyniku 1:46,6 9 sierpnia 1957 w Oslo), a raz w sztafecie 4 × 400 metrów (3:07,2 1 grudnia 1956 w Melbourne).
Rekordy życiowe:
| Konkurencja        | Data i miejsce        | Wynik  |
| ------------------ | --------------------- | ------ |
| bieg na 400 metrów | 1958                  | 47,4   |
| bieg na 800 metrów | 9 sierpnia 1957, Oslo | 1:46,6 |